# Marsa Matruh

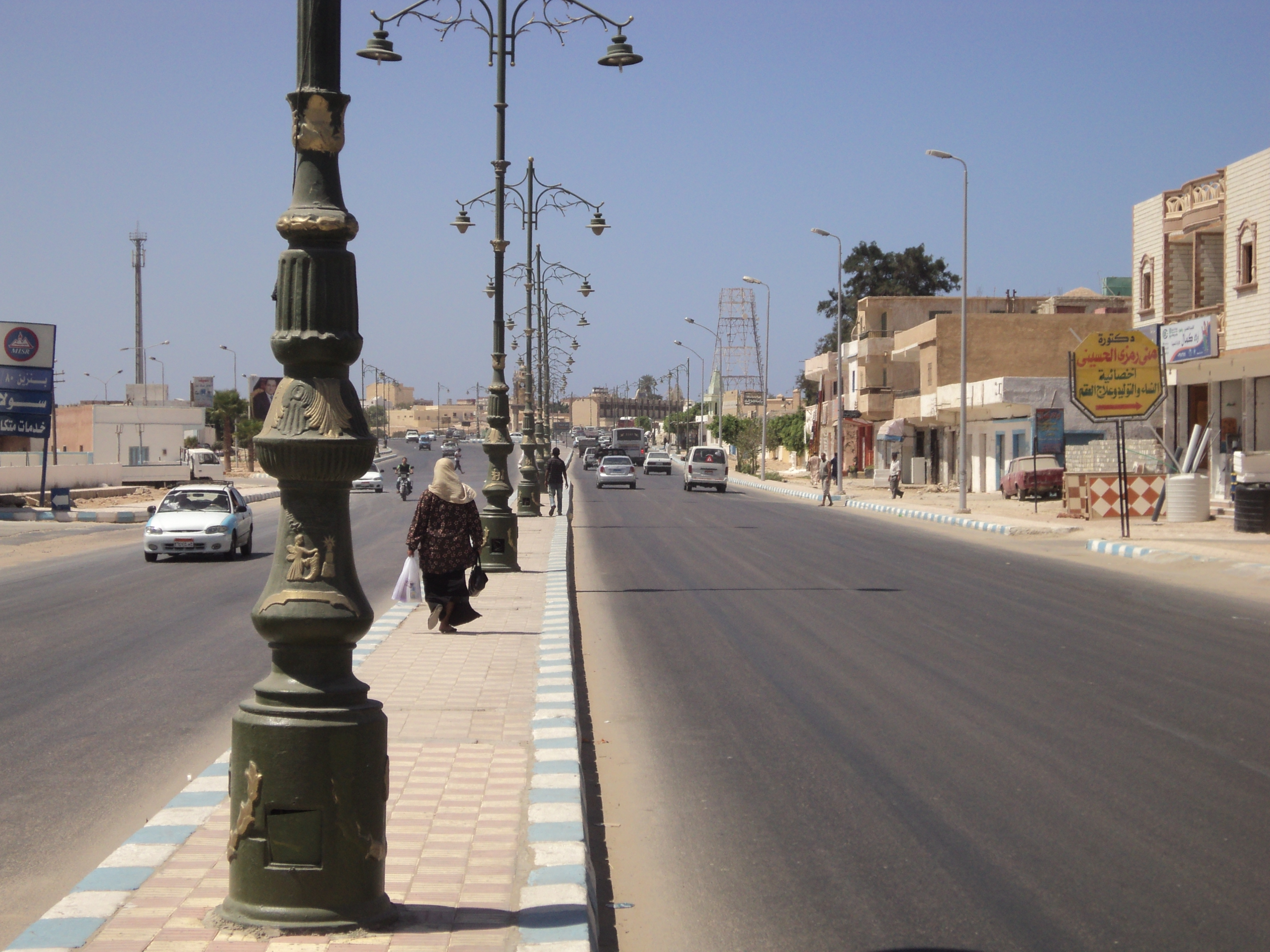
Marsa Matruh

Marsa Matruh (Osłonięta Przystań) (arab. مرسى مطروح) – miasto w północno-zachodnim Egipcie, ośrodek administracyjny muhafazy Marsa Matruh, port morski nad Morzem Śródziemnym. W 2006 roku liczyło 68 339 mieszkańców.

## Historia
Miasto zostało założone przez Aleksandra Wielkiego, który udawał się do oazy Siwa. Marek Antoniusz i Kleopatra VII schronili się w nim po klęsce pod Akcjum. Stąd też wypłynęła flota Kleopatry, aby po raz ostatni zmierzyć się z wojskiem Oktawiana.
W okresie islamskim był to ruchliwy port handlowy. W mieście kwitł przemyt morski. Od czasów rzymskich po lata osiemdziesiąte XX wieku poławiano na pobliskich wodach gąbki.
W czasie II wojny światowej ważny aliancki port przeładunkowy konwojów dążących do oblężonego Tobruku i na Maltę. W roku 1942 przejściowo zajęty przez oddziały Afrika Korps.

## Infrastruktura
Obecnie miasto składa się z szachownicy niskich bloków, rozciągającej się od wybrzeża ku skalnemu grzbietowi, gdzie ustawione są radary wojskowe. W mieście znajdują się: budynek gubernatorstwa (muhafazy), szpital wojskowy, kilka banków, dworce kolejowe i autobusowe, port, Muzeum Rommla, biuro paszportowe, kręgielnia, biuro informacji turystycznej, policja (również turystyczna), poczta i urząd telekomunikacyjny.

## Turystyka
W mieście i najbliższej okolicy znajdują się następujące plaże: Lido, Agiba, Kleopatra, Rommla Zakochanych (Shahata al-Gharam), Ubajjad i inne, najczęściej prywatne – tutejszych hoteli. Na terenie plaż znajdują się ośrodki nurkowe, które organizują nurkowanie do zatopionych wraków statków.
24 sierpnia rozpoczyna się doroczny Festiwal Regionalny z występami tutejszych zespołów folklorystycznych oraz paradami konnymi i wielbłądzimi.

## Katastrofa kolejowa pod Marsa Matruh
16 lipca 2008 w wyniku katastrofy kolejowej zginęło 40 osób, a ponad 80 zostało rannych. Pociąg na przejeździe kolejowo-drogowym rozciął przepełniony pasażerami autobus, mikrobus oraz dwa samochody osobowe. Pociąg miał zepsute hamulce, o czym maszynista nie poinformował, poza tym jechał z maksymalną dozwoloną prędkością, ale zaniedbał obowiązkowego ostrzeżenia sygnałem dźwiękowym przy wjeździe na przejazd.